# Port Grimaud
Pour les articles homonymes, voir Grimaud.
Port Grimaud est un lotissement lacustre (sic) de construction récente implantée sur golfe de Saint-Tropez. Cette marina est située sur la commune de Grimaud, dans le département du Var, en région Provence-Alpes-Côte d'Azur.

## Géographie

### Situation
La cité lacustre, marina privée Port Grimaud, située dans le golfe de Saint-Tropez est à 4,3 km du golf de Beauvallon (également sur la commune de Grimaud), et 8 de Sainte-Maxime par la route du littoral, et 9 de Saint-Tropez.

### Géologie et relief

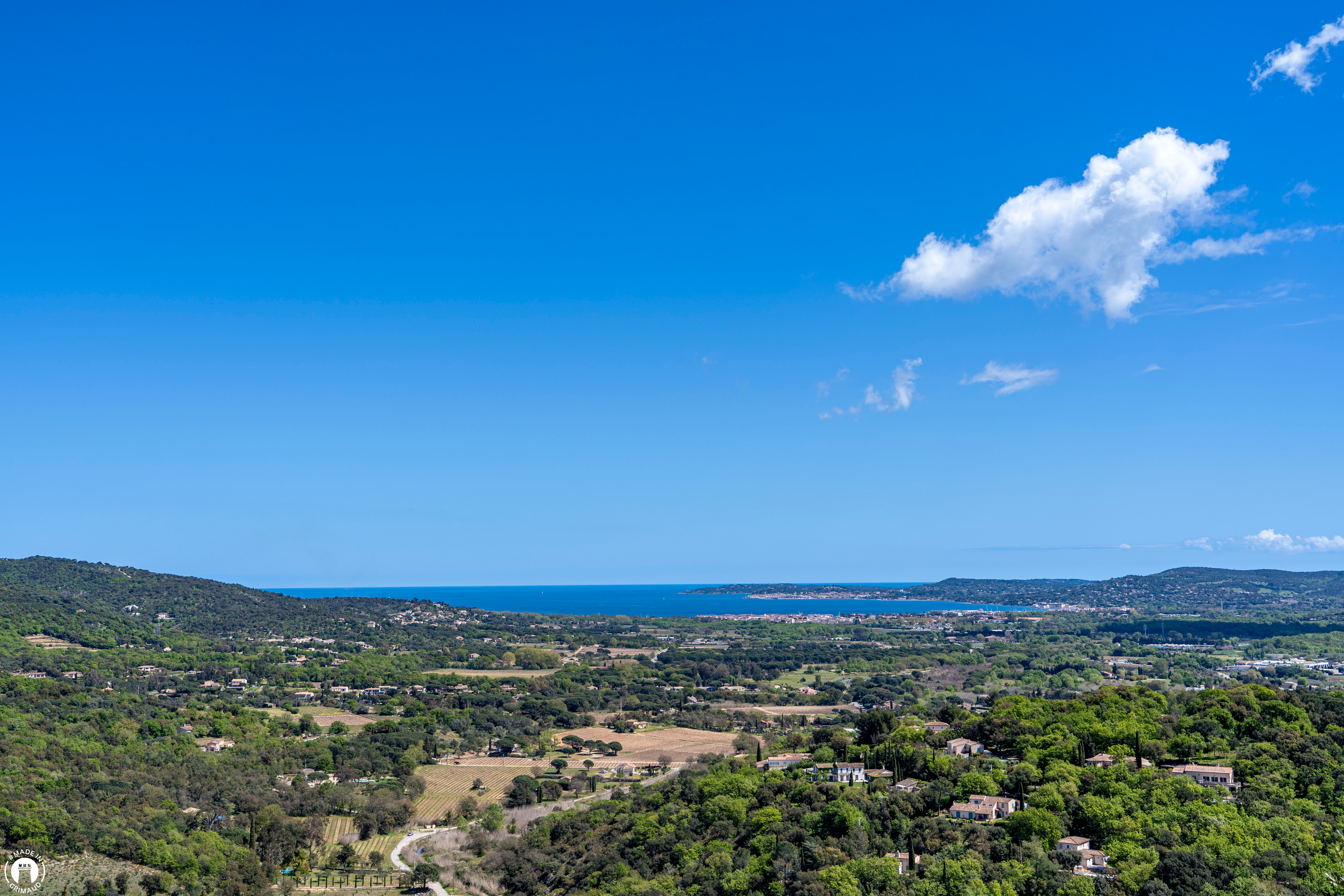
Vue mer depuis le village de Grimaud.

Bordé par la mer Méditerranée, à l'est de la commune, le sud est traversé, d'est en ouest, par la vallée de la Giscle.
Le village historique de Grimaud est, lui, situé  à 6,2 km par la départementale 14 au début de la zone vallonnée qui couvre la partie nord du territoire de Grimaud, dans le massif des Maures.

### Sismicité
Il existe trois zones de sismicité dans le Var : la zone 0 à risque négligeable (c'est le cas de bon nombre de communes du littoral varois, ainsi que d'une partie des communes du centre Var).
La zone 1a à risque sismique très faible (concerne essentiellement les communes comprises dans une bande allant de la montagne Sainte-Victoire, au massif de l'Esterel) ; la zone 1b à risque faible (ce risque le plus élevé du département, qui n’est pas le plus haut de l’évaluation nationale, concerne vingt-et-une communes du Nord du département). La commune de Fréjus, est en zone sismique faible « 1a ».
Le risque de tsunami, lié à un séisme en mer est élevé entre Saint-Tropez et La Croix-Valmer, selon le Bureau de recherches géologiques et minières (l'amplitude des vagues peut être supérieure à trois mètres),.

### Climat
Climat classé Csa (Climat méditerranéen à été chaud) dans la classification de Köppen et Geiger.

### Hydrographie et production d'eau
Cours d'eau traversant la commune, la Giscle, fleuve côtier, longe au sud le site de Port Grimaud avant de se jeter dans la mer Méditerranée.
Production d'eau de la Communauté de communes du golfe de Saint-Tropez (CCGST).

### Communes limitrophes par rapport au village historique de Grimaud
| Le Cannet-des-Maures  | La Garde-Freinet | Le Plan-de-la-Tour, Sainte-Maxime |
| Les Mayons            | Grimaud          | Mer Méditerranée                  |
| Collobrières, La Môle | Cogolin          | Mer Méditerranée                  |

### Voies de communications et transports

#### Réseau routier et pistes cyclables
La commune de Grimaud est accessible par la route départementale 558, et D61A qui dessert de même Port Grimaud, accessible également par les  routes départementales 559 et 98.
De plus, une piste cyclable longeant le littoral permet la circulation à vélo.

#### Transports en commun
- Transport en Provence-Alpes-Côte d'Azur

La commune est desservie par le réseau régional de transports en commun Zou ! (ex Varlib). Les collectivités territoriales ont en effet mis en œuvre un « service de transports à la demande » (TAD), réseau régional Zou !.
Grimaud a pour particularité géographique d'être situé au cœur du golfe de Saint-Tropez. La commune bénéficie de ce fait, avec Port Grimaud en sus de ses accès par la mer, d'une bonne accessibilité (desservie par plusieurs lignes de bus, facilité d'accès à l'autoroute).

#### Transports maritimes

Coche d'eau à Port Grimaud.

Des navettes maritimes relient le port de Saint-Tropez à ceux de Cogolin, Grimaud, Sainte-Maxime, Fréjus, Saint-Raphaël, Cannes, Antibes et Nice.

#### Réseau ferroviaire
En train, la gare de Saint-Raphaël-Valescure est desservie par les TGV, iDTGV, Intercités et TER Provence-Alpes-Côte d'Azur.
La gare de Saint-Raphaël-Valescure est à 30  km, celle des Arcs - Draguignan est à 34 km et celle de Toulon à 63 km.
Fermée en 1948, la ligne du littoral varois est une ancienne ligne de chemin de fer à voie métrique qui reliait Toulon à Saint-Raphaël (Var) en suivant la côte du massif des Maures.

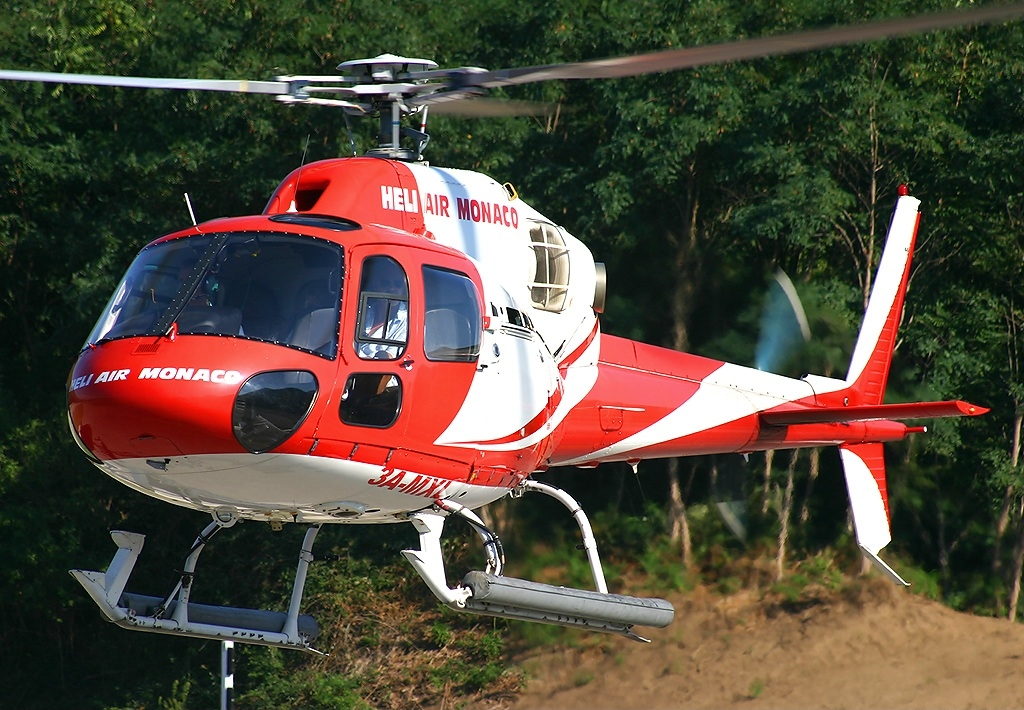
Aérospatiale AS 355N Ecureuil 2.

#### Transports aériens
L'aéroport de la pointe de Saint-Tropez et le terrain d'aviation le plus proche est celui de La Môle-Saint-Tropez.
Les aéroports les plus proches sont ceux de Toulon/Hyères (48 km), de Nice (86,5 km) et de Marseille (134 km).
Un héliport est situé dans la zone artisanale de Grimaud.

## Historique
Port Grimaud a été conçu et construit par l'architecte mulhousien François Spoerry. En 1962, ce dernier possédant une maison à Cavalaire-sur-Mer apprend que des terrains marécageux sont en vente au fond du golfe de Saint-Tropez près de l'embouchure de la Giscle. Il les achète et y édifiera un vaste lotissement : une cité lacustre intégrée à cet environnement méditerranéen. À une époque où la conservation de la nature est une préoccupation moindre qu'aujourd'hui, disparaissaient ainsi les premiers pans d'une immense zone humide existant encore le long de la Giscle (qui était jusqu'alors considérée comme peu salubre). Au fil des extensions de la cité et de sa jumelle « Les Marines de Cogolin », cet écosystème finira par être entièrement sacrifié.
Le premier permis de construire est délivré le 13 juin 1966, mais c'est le 14 juin qui est retenu comme date fondatrice de la cité à la suite de la demande de Paul Ploix, haut fonctionnaire de la préfecture du Var chargé du dossier de Port Grimaud, et ami intime de François Spoerry : il tenait à célébrer la naissance de son fils né ce jour-là. La première place construite dans la cité, baptisée « place du 14-juin » commémore ces deux événements,. L'obtention du permis de construire fut néanmoins freinée quelque temps pour des raisons administratives : le projet prévoyait la démolition de deux silos à sables qui, bien qu'étant abandonnés, servaient d'amers pour les marins. Le projet de construction de l'église Saint-François-d'Assise qui devait être facilement visible depuis le large finit par convaincre l'administration maritime.
Spoerry et son équipe travaillèrent durant trois ans à l'élaboration des plans de la cité lacustre. Celle-ci devait être édifiée sur la terre avant que la mer n'y soit amenée par l'intermédiaire de canaux, consolidés pour éviter la pollution de la nappe phréatique. Les futures îles et presqu'îles qui doivent former la cité sont préalablement délimitées par des palplanches d'acier destinés à stabiliser la terre, puis elles sont surélevées par les déblais issus des canaux creusés au ras de ces palplanches.
Les travaux de la première tranche débutèrent en juin 1966 autour des futures « place du 14-juin » et « Grand'Rue », le long de la plage. Les soixante-quinze premières maisons en bordure du canal et quarante appartements sont livrés en juillet et août 1967. C'est dans ce « village » partiellement construit, quasiment dépourvu de toute végétation et dont des bâtiments apparaissent encore sans crépi à l'écran, que sont pourtant déjà tournées par François Reichenbach des séquences de Spécial Bardot, émission de télévision de prestige du Nouvel An diffusée le 1er janvier 1968. Le chantier de la première tranche se poursuivit jusqu'au printemps 1968. Aux premiers logements livrés venaient s'ajouter cent trente appartements et studios donnant sur la plage, ainsi que trente locaux commerciaux sous arcades et sur la « place des Six-Canons ». L'hôtel Giraglia ouvrit ses portes en juillet 1968, après plusieurs mois de travaux initiés à l'automne 1967. Afin de faciliter l'intégration des nouvelles constructions dans le paysage méditerranéen et de les faire paraître aussi authentiques que n'importe quel village provençal, Spoerry n'hésita pas à réutiliser les matériaux (carrelages, tuiles, éléments de charpente, menuiserie, ferronnerie…) issus du chantier de démolition d'un quartier de Romans-sur-Isère.

La cité lacustre de Port Grimaud

C'est ainsi qu'est né un village lacustre avec son église, ses commerces et ses services (dont un bureau de poste) constitué de maisons et desservi à la fois par un accès terrestre et par un quai où peuvent être amarrer les bateaux. Sa construction prolongera en plusieurs tranches successives jusque dans les années 2000.
Depuis 2001, Port Grimaud est labellisé « Patrimoine du XXe siècle », label créé en 1999 par le ministère de la Culture et de la Communication. Port Grimaud a été inscrit sous la dénomination "Station balnéaire, dite Port Grimaud".
Cet ensemble immobilier unique qui s’étend sur 75 hectares représente au total 2 400 logements, plus de 2 000 places de bateaux, 7 km de canaux, 14 km de quais, quatorze ponts plus une passerelle en bois, ainsi que douze îles.

## Gouvernance
Port Grimaud est administré par 3 ASL,:  
- Port Grimaud 1 est Présidé Par Philippe de Saint Rapt
- Port Grimaud 2 est Présidé Par Henri Sallé
- Port Grimaud 3 est Présidé par Jürg Egli

### Projet de création de commune
Quelques habitants de Port Grimaud ont lancé une réflexion en vue de la création d'une commune de Port Grimaud par scission de commune.

## Plan local d'urbanisme et typologie
La commune de Grimaud, bordée par la mer Méditerranée avec Port Grimaud, est donc aussi une commune littorale au sens de la loi du 3 janvier 1986, dite loi littoral. Des dispositions spécifiques d’urbanisme s’y appliquent dès lors afin de préserver les espaces naturels, les sites, les paysages et l’équilibre écologique du littoral, par exemple le principe d'inconstructibilité, en dehors des espaces urbanisés, sur la bande littorale des 100 mètres, ou plus si le plan local d’urbanisme le prévoit,,,,.
Le conseil syndical de Port Grimaud I est particulièrement attentif au respect de la cohérence architecturale du site créé par François Spoerry qu’il s’agisse du choix des couleurs des façades ou des travaux pouvant modifier l'aspect extérieur des maisons. Toute modification doit être autorisée par l’association syndicale qui s’entoure pour ce faire des conseils d’un architecte. La cité est dotée d'une association d'information et de défense des propriétaires.
Port Grimaud, souvent considéré comme un village, voire une commune, s'apparente en fait à une copropriété horizontale composée de trois quartiers : Port Grimaud I, Port Grimaud II et Port Grimaud III. Chacune des entités étant gérée par une association syndicale libre (ASL) de propriétaires.
Les copropriétés sont dans tous les cas assujetties au plan d'occupation des sols de la commune, avec un règlement propre des ASL qui peut être plus contraignant.
Grimaud est classé en zone UB au plan local d'urbanisme.
Il s’agit d’une zone résidentielle d’habitat, de services et d’activités où les bâtiments sont essentiellement construits en ordre discontinu. Elle comprend les sous secteurs :
- UBa correspondant au « Plan Masse » de Port Grimaud,
- UBi correspondant au « Plan Masse » de Port Grimaud, soumis à des risques d’inondation modérés (zone B1 annexe 3 PPRI).

### Une «Venise» provençale divisée en trois quartiers
Port-Grimaud est une marina, ensemble immobilier destiné à la plaisance, pourvu d'un mouillage devant chaque maison, selon un principe dont les précurseurs se trouvent aux États-Unis, notamment en Floride et en Virginie. Mais le modèle affiché est Martigues, au débouché de l'étang de Berre, la première « Venise provençale » dont le style vernaculaire est réutilisé, mais avec une approche immobilière spécifique. 
Un module de base, la « maison de pêcheur »  type T3 à un étage ou T5 à 2 étages, bâti étroit de 5 m sur 10 m environ, est séparé de la rue intérieure par un jardinet et du canal de desserte par un quai de béton carrelé privatif, sans droit de passage. L’évolution de la construction de la cité, et la diversification du marché - son attrait dépasse largement dans les années 1980 un noyau de plaisanciers français pour une clientèle fortunée venue du nord de l'Europe - aura engendré trois « arrondissements » : Port Grimaud I, Port Grimaud II et Port Grimaud III, gérés par trois associations syndicales distinctes et autonomes.
Historiquement, Port Grimaud I est la première réalisation de François Spoerry et aussi la plus grande : 22 hectares terrestres et 13 hectares de plan d’eau. 1 108 lots de copropriété, 834 places d’amarrages dont 250 places publiques réservées aux bateaux de passage ou à des locataires à l’année.  La gestion de Port Grimaud I est assuré par un conseil syndical qui représente les propriétaires et prend les décisions relatives à la gestion de cette cité privée. Il est composé de seize membres bénévoles élus pour quatre ans par les propriétaires des huit quartiers de Port Grimaud I.
Les zones II et III se distinguent par des constructions plus spacieuses et bénéficiant d'un jardin côté quai et non côté rue, ce qui réduit l'ampleur de l'espace public intérieur et induit une modification d'ambiance des quartiers vers un type suburbain, le parcage automobile étant plus proche des rues et îles résidentielles.

### La Concertation à Port Grimaud 2024 - 2025
Port Grimaud a été au cœur d’une concertation organisée par la municipalité de Grimaud en 2024-2025 concernant des projets controversés de travaux publics. Ces projets, incluant l’élargissement des digues et la création de mouillages, ont suscité l’inquiétude des riverains pour l’écosystème et le patrimoine unique de la région.
Un collectif citoyen de plus de 400 membres a proposé des alternatives plus respectueuses de l’environnement, mais la municipalité a validé les travaux malgré les recommandations de la CNDP et les avis des riverains.

## Préservation de l’environnement
La qualité de vie et la préservation de l’environnement ne sont pas oubliées avec un service terrestre de transport en voiturettes électriques ou du transport maritime des résidents qui est lui aussi totalement électrique. Les espaces verts sont entretenus sans agents chimiques et le tri sélectif fonctionne dans tous les quartiers.
La cité fait cependant face au défi du changement climatique : l'élévation du niveau des océans, mais surtout la violence des épisodes de pluies et de forts vents d'Est au fond du golfe de Saint-Tropez créant des inondations dans les zones riveraines de la Giscle.
Des travaux de dragage concernant la zone avant-port, sujette à un ensablement régulier lié aux apports sédimentaires de la Giscle, sont régulièrement réalisés

### Assainissement
À l'origine, le système collectif d'une technologie, très évoluée pour l'époque, comprenait des pompes de relevage afin de franchir les différents ponts, suivant un procédé d'oxydation totale, avec rejet en mer de l'effluent propre par un émissaire de 300m de long vers des fonds de 8m.
D'une capacité qui s'est avérée insuffisante en période estivale, elle a été supprimée après son raccordement en 1995 au réseau de la commune.
Grimaud dispose, depuis 2019, d'une station d'épuration d'une capacité de 55 000 équivalent-habitants,,.

### Schéma de cohérence territoriale (SCOT) des cantons de Grimaud et de Saint-Tropez
Le diagnostic du SCoT a mis en évidence la richesse écologique et patrimoniale du territoire et la fragilité de son environnement naturel et de sa qualité de vie.
Pour préserver et mettre en valeur l’environnement, priorité du SCoT, il faut tout à la fois : 
- assurer une protection et un respect accrus de l'environnement ;
- mettre en valeur l'espace maritime et littoral ;
- mettre en valeur les espaces agricoles et forestiers ;
- maintenir l'équilibre entre espaces naturels, agricoles et urbains.

Le SCoT traduit, en effet, un objectif de développement durable, ce qui signifie que si les normes légales ou réglementaires doivent être appliquées sans contestation, la satisfaction des besoins humains et la nécessité de financer les mesures de protection, conduisent à rechercher, dans l’espace naturel, une présence humaine maîtrisée mais créatrice de ressources collectives.

## Population et société à Port Grimaud

### Démographie
L'objectif de la commune est de veiller à une croissance démographique et un développement urbain maîtrisés. Et, pour cela, poursuivre une croissance démographique maîtrisée pour ne pas dépasser 5000 habitants à l’horizon 2030, afin de maintenir le cadre de vie et d’assurer l’adéquation entre les équipements et services publics (réseaux, écoles…) et la population.
 Situation démographique particulière de Port Grimaud :
Port Grimaud est une copropriété partagée entre 2 500 copropriétaires.
Aujourd'hui, Port Grimaud compte 300 habitants à l'année, 18 000 en été et 1 million de visiteurs par an.

### Enseignement et formations
La commune dépend de l'académie de Nice. Les élèves de Grimaud commencent leur scolarité au sein de la commune : à l'école maternelle les Migraniers (72 élèves), puis dans l'une des deux écoles primaires.
Le collège le plus proche est celui de Cogolin.
La municipalité organise les transports scolaires, par bus, vers collèges et lycées.
L’ancienne école de Saint-Pons à Grimaud a été reconvertie en Maison départementale des Compagnons du Devoir, avec un bail emphytéotique de 25 ans.

### Santé
Professionnels et établissements de santé :
- Médecins, infirmiers, ostéopathes ...
- Pharmaciens,
- Centre hospitalier intercommunal Fréjus-Saint-Raphaël,
- Centre hospitalier de Saint-Tropez,

Depuis août 2014, la direction du centre hospitalier intercommunal Fréjus-Saint-Raphaël est commune avec celle du Pôle de santé du golfe de Saint-Tropez et celle de l’établissement d’hébergement pour personnes âgées dépendantes (EHPAD) de Grimaud.
- Centre hospitalier intercommunal Toulon-La Seyne-sur-Mer,
- Hôpital San Salvadour à Hyères,
- Hôpital Renée-Sabran à Hyères.

### Préservation des traditions et cultes

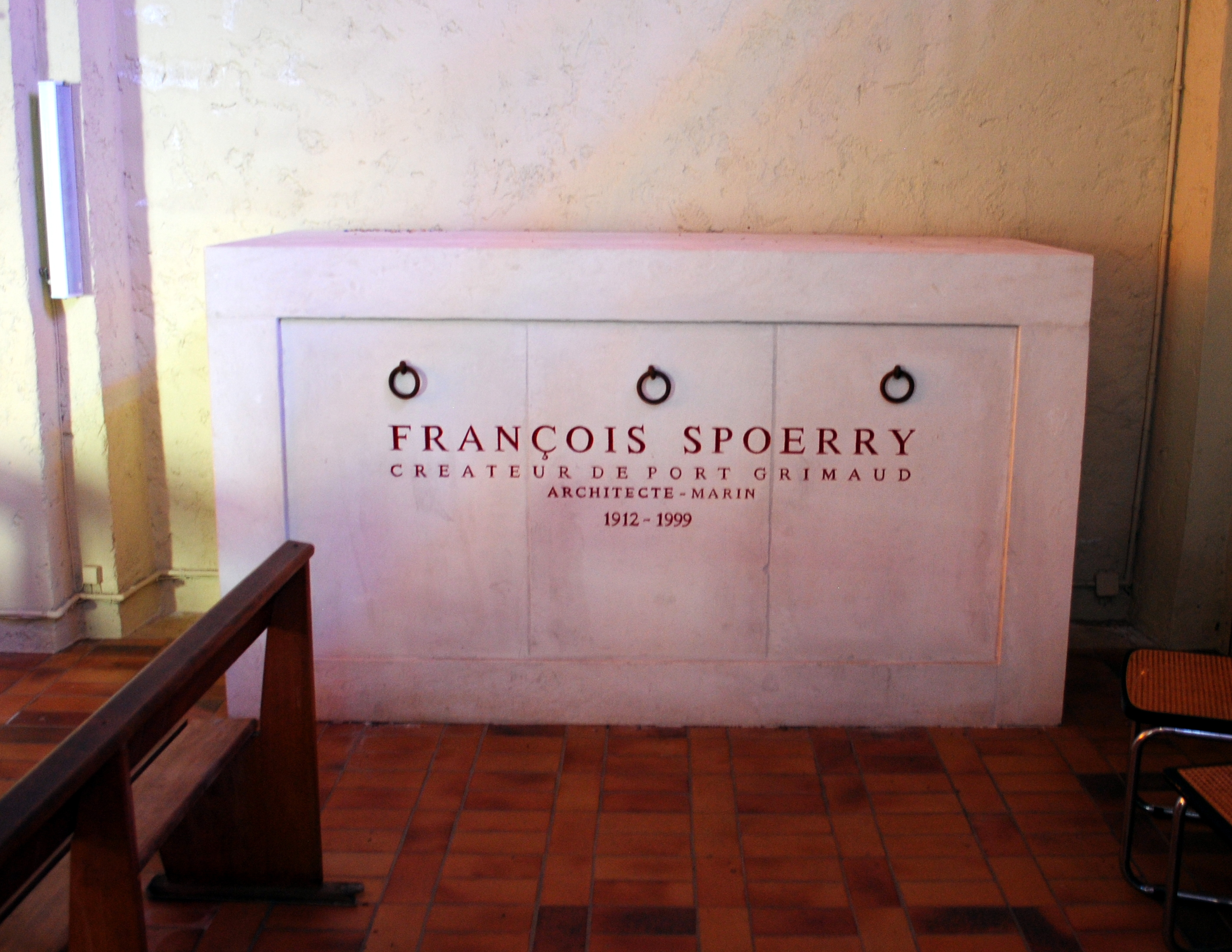
Caveau de François Spoerry dans l'église Saint-François-d'Assise de Port Grimaud.

Le conseil syndical est également le garant du maintien des traditions de la cité lacustre avec notamment, tous les 15 août, la fête de la mer et des pêcheurs qui donne lieu à une messe dite en l’église Saint-François-d'Assise qu'éclairent les 25 vitraux de Vasarely représentant le cycle du soleil. À l'issue de la cérémonie, une procession de bateaux suit le prêtre qui, à bord d’une embarcation, bénit les bateaux amarrés le long des canaux jusqu'à l’entrée du port, où il dépose une gerbe à la mémoire des marins disparus.
L’église Saint-François-d’Assise est une église œcuménique où sont célébrés les cultes catholique et protestant.
Mort à Port Grimaud le 11 janvier 1999, François Spoerry (qui était protestant) repose désormais dans un caveau de l'église Saint-François-d'Assise,.

### Jumelages
Grimaud n'a pas de jumelage.
Port Grimaud et Venise n'ont jamais été offiiciellement jumelés. Des festivités organisées en juillet 1970 pour fêter son potentiel rapprochement  avec la cité des Doges, n'étaient en fait qu'une facétie de l'architecte François Spoerry.

### Gestion des échanges entre habitants, plaisanciers et visiteurs
Port Grimaud I accueille de nombreux commerçants et professions libérales sur ses trois grandes places : la « place des Artisans », la « place du Marché », la « place des Six-Canons ». Durant l’été, des marchés forains ont lieu tous les jeudis et dimanches de même que des marchés d’art. Ainsi, comme le souhaitait François Spoerry, cette copropriété est aussi un espace d’échange entre terre et mer ouvert aux plaisanciers.
Le plan d'une cité lacustre telle que Port Grimaud, où les mouillages sont tous accessibles aux voiliers sans ponts mobiles, impliquait de créer des bassins allongés et contournés et des presqu'îles, telle « la chaussette » allongées et reliées par un minimum d'appendices. En conséquence il est souvent plus rapide de s'y déplacer en bateau qu'en voiture ou en deux-roues, c'est pourquoi des bateaux-bus, les coches d'eau, sont mis à la disposition des résidents afin de se déplacer dans la cité.

### Droit d'auteur
Les promoteurs de Port Grimaud ont contesté aux voyagistes le droit de publier des vues aériennes de la cité.
En France, un architecte jouit en effet de la protection du droit d'auteur sur les photographies de ses œuvres. D'autres pays ont pris une exception en la matière, de façon à autoriser les photographies de l'espace public ; cette exception est connue sous le nom liberté de panorama.
Le tribunal de grande instance de Draguignan a étendu à l'ensemble architectural de la cité cette protection du droit d'auteur, arguant qu'avant cette construction, il n'y avait rien, et que la nouvelle cité, de par l'originalité de son plan d'ensemble et des choix architecturaux est une création originale. Ce jugement est décrit par des juristes opposants comme « une extension paradoxale du droit d'auteur au détriment de la chose commune ».
Durant un débat public organisé par l'Association des cinéastes documentaristes (ADDOC) lors du IXe festival international du documentaire de Marseille, le jugement a été évoqué ; les propos suivants sont alors attribués au « promoteur de Port-Grimaud » (sic) : « Je détiens un droit de propriété absolu, j'interdis qu'on reproduise une vue aérienne de cette ville ».

## Tournages cinématographiques
- Les Biches de Claude Chabrol, film tourné en 1967 et sorti en 1968. Dans quelques séquences tournées à Port Grimaud, encore en chantier, jouent Jean-Louis Trintignant incarnant un personnage d'architecte, responsable du projet, qui aurait été directement inspiré de François Spoerry, et Stéphane Audran.
- Le gendarme se marie, troisième film de l'hexalogie Le Gendarme de Jean Girault, sorti en 1968 : la scène finale est tournée place des Six-Canons.
- Poule et Frites de Luis Rego, film sorti en 1987.